# Akashi-Mensch

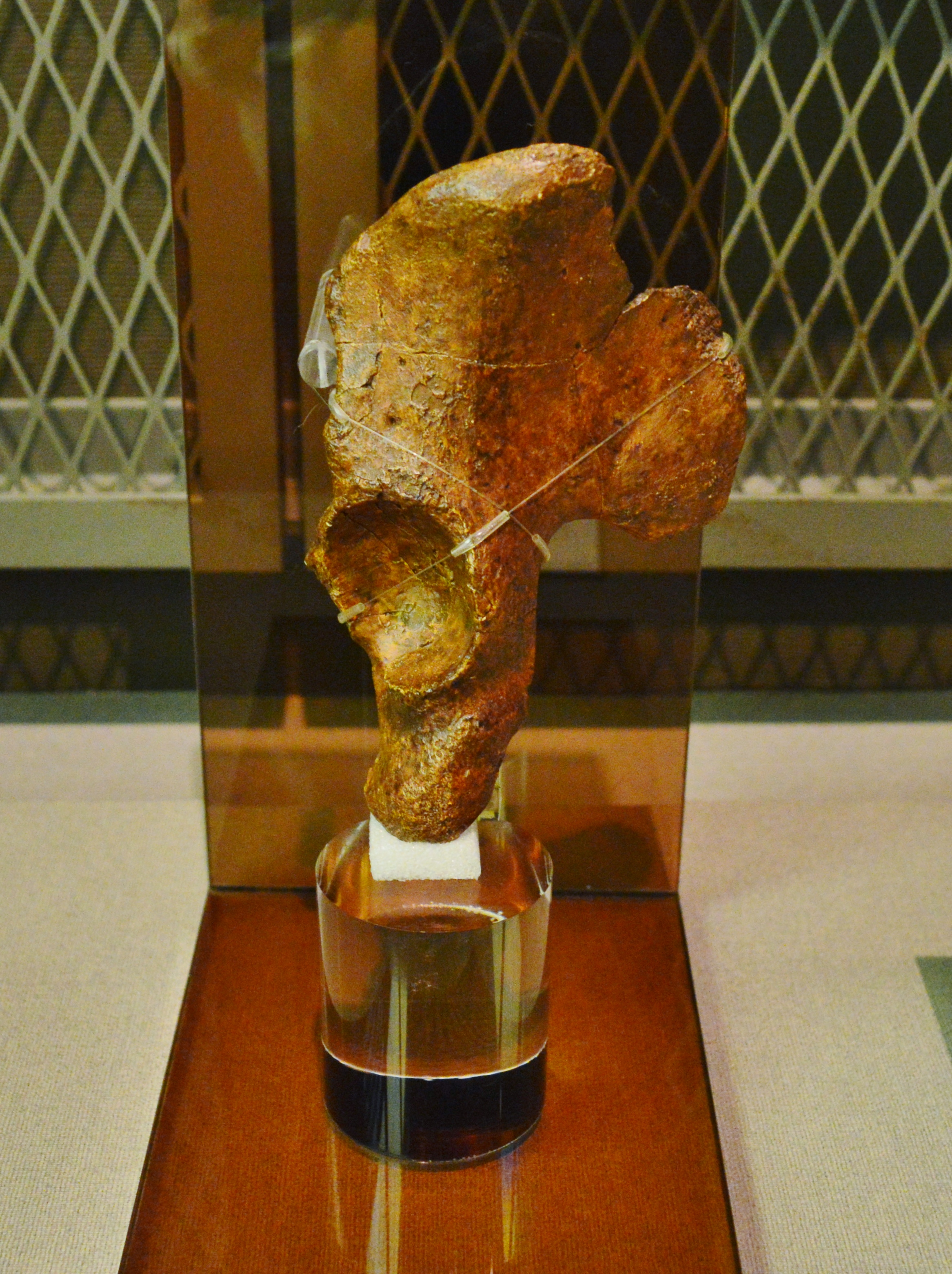
Replik des Hüftknochens im Museum der Stadt Akashi

Beim Akashi-Menschen (japanisch 明石人 Akashi-jin, auch Akashi-Urmensch (japanisch 明石原人 Akashi genjin)) handelt es sich um ein in Japan gefundenes fossiles Knochenfragment, das in einem Fundkomplex mit Steinwerkzeugen 1931 von Naora Nobuo entdeckt wurde. Naora postulierte auf der Basis dieser Entdeckung eine neue Menschenart, die er Akashi-Urmensch (Nippoanthropus akashiensis) nannte und die in der mittleren Altsteinzeit vom asiatischen Festland eingewandert war. Der Fund erregte die Aufmerksamkeit der Archäologie und der Anthropologie. Die Artefakte gingen im Laufe des Zweiten Weltkrieges durch die Luftangriffe auf Tokio verloren. Die Diskussion um die Einordnung der Funde hält noch an, wenngleich sie durch den Verlust der Originale erschwert ist.

## Fundgeschichte
Die ersten Artefakte wurde am 18. April 1931 von Nobuo Naora an der Nishiyagi-Küste im Stadtteil Ōkubo der Stadt Akashi, Präfektur Hyōgo entdeckt. Es handelte sich um das Fragment eines fossilierten rechten Hüftknochens (Os coxae) und zweier Steinwerkzeuge, die in einer Sedimentschicht des mittleren Pleistozän eingebettet waren.
Der Hüftknochen wurde noch im gleichen Monat zur Begutachtung durch den Anthropologen Ryō Matsumura an die kaiserliche Universität Tokio geschickt. Dort wurden Fotografien und ein Gipsabdruck erstellt. Im Juni 1931 reiste Matsumura mit seinem Assistenten Akiyoshi Suda zum Fundplatz an die Nishiyagi-Küste. Matsumura vermaß jedoch weder die Fundstelle, noch stellte er eine morphologische Untersuchung an.
Da in Japan bereits zuvor Tierknochen aus dem Pleistozän aufgefunden worden waren, nahm Naora an, dass es zu dieser Zeit in Japan auch Menschen gegeben hatte. Zudem hatte Naora zusammen mit dem Hüftknochen auch Steinwerkzeuge und Tierknochen vorgefunden. Daher behauptete er in seiner Abhandlung, es handle sich um den Hüftknochen eines paläolithischen Menschen. Außerdem schickte er Matsumura eine Fotografie und die Zeichnung eines Schädelfragments, das er 1932 bei einem lokalen Sammler paläolithischer Artefakte gesehen hatte. Er notierte dazu, dass das Schädelfragment dem Gipsabdruck eines Pithecanthropus (Homo erectus) gleiche und ein Beleg für die Anwesenheit eines Affenmenschen in Japan sein könnte.
Da Naora keiner Forschungseinrichtung angehörte und als Amateur galt und da Matsumura kein Fachmann für Menschenknochen war, beschloss man die Meinung von Koganei Yoshikiyo einzuholen, um die Aufmerksamkeit der Fachwelt auf den Fund zu richten. Da Matsumura 1936 verstarb, gerieten der Fund und der an der Universität Tokio angefertigte Gipsabdruck jedoch in Vergessenheit.
In der Folge verbrannte das Hüftbein im Februar 1945 bedauerlicherweise bei einem Luftangriff auf Tokio. Zwei Jahre später, im November 1947, entdeckte Hasebe Kotondo, dass der Gipsabdrucks des Hüftknochens die Wirren des 2. Weltkrieges in einem Ausstellungsschrank der Universität überstanden hatte. Hasebe vermaß den Gipsabdruck und kam zu dem Schluss, dass der Knochen Ähnlichkeiten mit den Überresten eines Homo erectus oder Peking-Menschen besaß. Hasebe gab ihm die Bezeichnung Nipponanthropus akashiensis. Da Naora bezeugte, dass er den Hüftknochen aus der gleichen Fundlage stammte, in der er auch Überreste eines Parastegodons entdeckt hatte, nahm Hasebe an, der Hüftknochen stamme von einem Frühmenschen, der älter als der Sinanthropus war und wertete ihn als Beweis für die Anwesenheit von Menschen auf dem japanischen Archipel vor der Jōmon-Zeit.
Da jedoch kaum Vergleichsmaterial vorhanden und das Original-Artefakt verloren gegangen war, blieben für viele Forscher Fragen und Zweifel offen. Daraufhin wurde ein Sonderausschuss des Science Council of Japan gegründet. Vom 20. Oktober 1948 an führte eine Forschergruppe unter der Leitung von Hasebe, der als Beobachter teilnahm, einen Monat lang Grabungen an der Nishiyagi-Küste durch. Naora hingegen war die Teilnahme nicht erlaubt worden. Die Ausgrabung erbrachte außer Pflanzenüberresten und Tierknochen keine Ergebnisse, die weitere Erkenntnisse über den Hüftknochen zuließen. 1950 wurden von dem ersten Gipsmodell zwei weitere Gipsmodelle abgenommen.
Weitere Erkenntnisse erbrachte Endō Banri, der in den 1960er Jahren die Knochen eines in Israel entdeckten Neandertalers, des Amud-Menschen, analysierte. Er verglich die Ergebnisse seiner Untersuchung mit denen des Akashi-Menschen. Doch erst 1982, nachdem weitere fossilierte Knochen von Urmenschen ausgegraben worden waren und für einen Vergleich zur Verfügung standen, führte Endō zusammen mit Baba Hisao vom Nationalmuseum der Naturwissenschaften eine Analyse des Gipsabdrucks mithilfe multivariater Verfahren durch. Sie kamen zu dem Schluss, dass es sich beim Akashi-Menschen eher um einen modernen Menschen aus der Jōmon-Zeit handelt.
Hideji Harunari aber fand weitere Steinwerkzeuge an der Nishiyagi-Küste. Er führte zusammen mit Nishimoto Toyohiro vom 1. bis 21. März 1985 weitere Grabungen an der Nishiyagi-Küste durch. Zwar fanden sie keine weiteren Knochen, doch sie entdeckten Steine, Steinwerkzeuge und Holzfragmente, die aus der gleichen Fundschicht wie Naoras Funde stammen, und die Harunari mithilfe der Radiokarbondatierung auf ein Alter von 43.400 bis 59.700 Jahren BP datierte.
Aufgrund der ungewöhnlichen Fundgeschichte und der nicht ganz eindeutigen Fundlage von Naoras Artefakten hält die Diskussion um die zeitliche Einordnung des Akashi-Urmenschen als Affenmensch (Pithecanthropus), Urmensch (Homo erectus), Frühmensch (Homo habilis) oder moderner Mensch (Homo sapiens) noch an. Man spricht heute eher vom Akashi-Menschen als vom Akashi-Urmenschen.